# Pond Inlet Airport
Pond Inlet Airport är en flygplats i Kanada. Den ligger i den nordöstra delen av landet, 3 000 km norr om huvudstaden Ottawa. Pond Inlet Airport ligger 55 meter över havet.
Terrängen runt Pond Inlet Airport är platt åt sydväst, men åt sydost är den kuperad. Havet är nära Pond Inlet Airport åt nordväst. Runt Pond Inlet Airport är det glesbefolkat, med 11 invånare per kvadratkilometer.. Närmaste större samhälle är Pond Inlet, 2,0 km norr om Pond Inlet Airport.
Trakten runt Pond Inlet Airport består i huvudsak av gräsmarker.